# تدفین در اورنان
تدفین در اورنان (فرانسوی: Un enterrement à Ornans‎) همچنین شناخته شده با نام دیگر مراسم تشییع جنازه در اورنان، یک نقاشی رنگ روغن اثر گوستاو کوربه می‌باشد که در سال‌های ۱۸۴۹ تا ۱۸۵۰ طرح گردید که یکی از آثار مهم و نقطهٔ عطف هنر فرانسه در قرن نوزدهم می‌باشد، این نقاشی نشانگر ثبت یک مراسم تشییع جنازه در سپتامبر ۱۸۴۸ می‌باشد که در حقیقت مراسم تدفین پسر عموی بزرگ هنرمند در زادگاه کوچکش اورنان می‌باشد. این مراسم یک رسم و رسوم تدفین استانی عادی با واقع‌گرایی ناخوشایند است، ابعاد این اثر بسیار بزرگ است که به شکل سنتی نمایانگر صحنه‌های قهرمانانه مذهبی یا نقاشی تاریخی می‌باشد،
وقتی این اثر کوربه در نمایشگاه سالن پاریس به سال ۱۸۵۰ تا ۱۸۵۱ به نمایش گذاشته شد، یک واکنش انفجاری به وجود آورد و شهرت آنی و کم‌نظیری را برای هنرمند به ارمغان آورد. در حال حاضر این نقاشی در موزه اورسی پاریس فرانسه در معرض نمایش قرار دارد.